# Wagner Bazin WB/2025
Deze pagina geeft een overzicht van de Wagner Bazin WB-wielerploeg in 2025.

## Algemene gegevens
Teammanager: Christophe Brandt
Ploegleiders: Christophe Detilloux, Olivier Kaisen, Alessandro Spezialetti, Julien Stassen, Jean-Denis Vandenbroucke
Fietsmerk: De Rosa
Kleding: Vermarc

## Renners

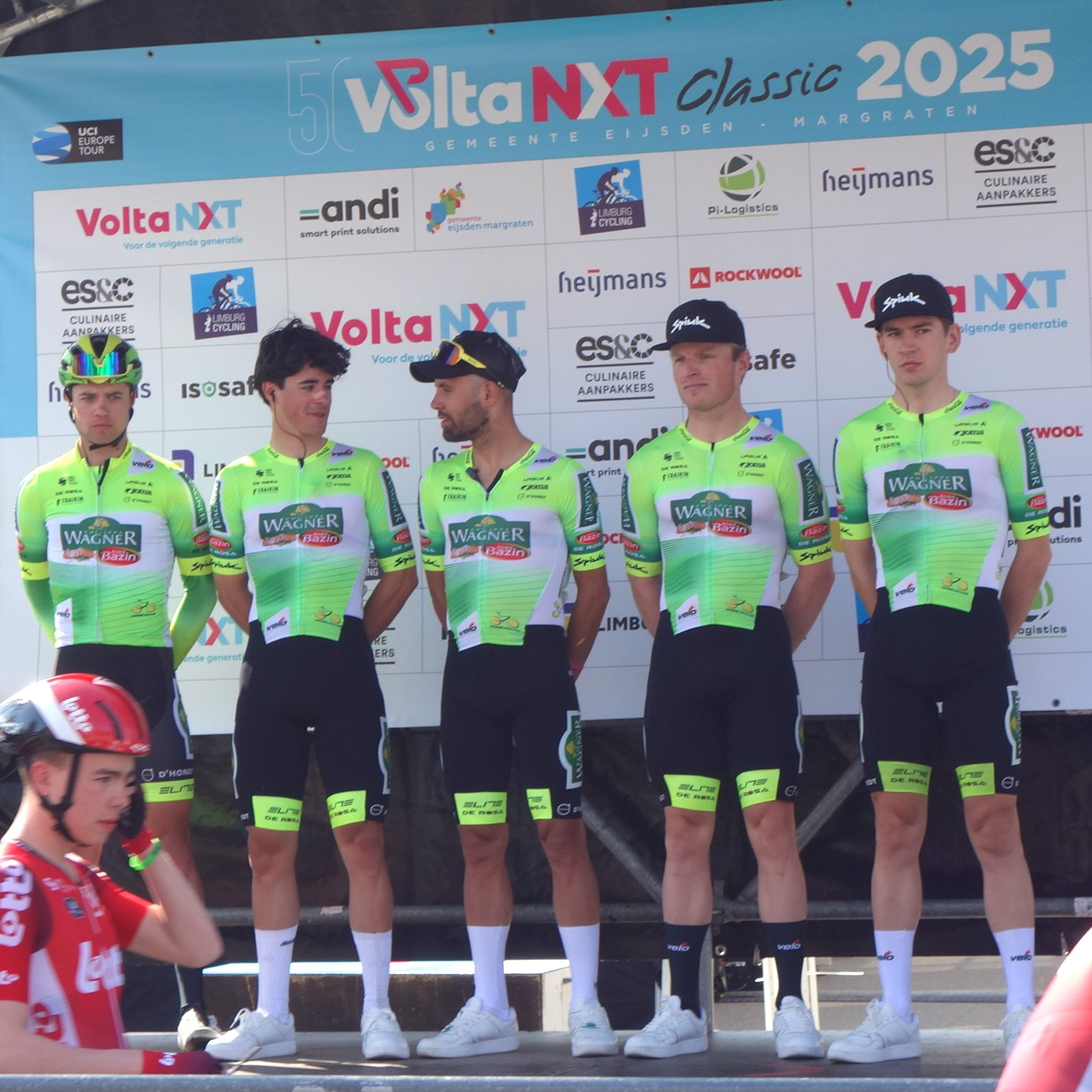
De ploeg in de Volta NXT Classic 2025.

| Naam                         | Geboortedatum | Nationaliteit       | Ploeg 2024                     |
| ---------------------------- | ------------- | ------------------- | ------------------------------ |
| Jocelyn Baguelin             | 20-05-1999    | Frankrijk           | Morbihan Adris Gwendal Oliveux |
| Pierre Barbier               | 25-09-1997    | Frankrijk           | Philippe Wagner/Bazin          |
| Quentin Bezza                | 24-03-1998    | Frankrijk           | Philippe Wagner/Bazin          |
| Luca De Meester              | 22-01-2000    | België              |                                |
| Floris De Tier               | 20-01-1992    | België              |                                |
| Cériel Desal                 | 20-10-1999    | België              |                                |
| Michiel Lambrecht            | 10-02-2003    | België              | Bingoal WB Devo Team           |
| Louka Matthys                | 31-12-1999    | België              |                                |
| Johan Meens                  | 07-07-1999    | België              |                                |
| Victor Papon                 | 25-01-2001    | Frankrijk           | Paris Cycliste Olympique       |
| Davide Persico               | 01-04-2001    | Italië              |                                |
| Tom Portsmouth               | 19-12-2001    | Verenigd Koninkrijk |                                |
| Henri-François Renard-Haquin | 12-12-2002    | Frankrijk           | CC Étupes                      |
| Jens Reynders                | 25-05-1998    | België              | Bingoal WB Devo Team           |
| Marco Tizza                  | 06-02-1992    | Italië              |                                |
| Leander Van Hautegem         | 09-03-2003    | België              | Soudal-Quick-Step Devo Team    |
| Axandre Van Petegem          | 13-01-2002    | België              | Lidl - Trek Future Racing      |
| Kenneth Van Rooy             | 08-10-1993    | België              |                                |
| Jelle Vermoote               | 29-08-2001    | België              |                                |
| Giacomo Villa                | 29-01-2002    | Italië              |                                |
| Loïc Vliegen                 | 20-12-1993    | België              |                                |
| Sasha Weemaes                | 09-02-1998    | België              |                                |

### Vertrokken
| Naam                | Geboortedatum | Nationaliteit | Ploeg 2025         |
| ------------------- | ------------- | ------------- | ------------------ |
| Louis Blouwe        | 19-11-1999    | België        | Tarteletto-Isorex  |
| Julian Mertens      | 06-10-1997    | België        | Gestopt            |
| Dimitri Peyskens    | 26-11-1991    | België        | Gestopt            |
| Alexander Salby     | 04-06-1998    | Denemarken    | Li Ning Star       |
| Lennert Teugels     | 09-04-1993    | België        | Tarteletto-Isorex  |
| Luca Van Boven      | 06-01-2000    | België        | Intermarché-Wanty  |
| Aaron Van der Beken | 13-11-2000    | België        | Ridley Racing Team |
| Nathan Vandepitte   | 30-03-2000    | Frankrijk     | Ardèche Kone Team  |

## Overwinningen
| Ronde van Sharjah 3e etappe (ITT): Quentin Bezza |

Burgos-Burpellet-BH · Caja Rural-Seguros RGA · Equipo Kern Pharma · Euskaltel-Euskadi · Israel-Premier Tech · Lotto · Q36.5 Pro Cycling Team · Team Flanders-Baloise · Team Novo Nordisk · Team Polti VisitMalta · Toscana Factory Team Vini Fantini · TotalEnergies · Tudor Pro Cycling Team · Unibet Tietema Rockets · Uno-X Mobility · VF Group-Bardiani CSF-Faizanè · Wagner Bazin WB
Mannen: 2011 · 2012 · 2013 · 2014 · 2015 · 2016 · 2017 · 2018 · 2019 · 2020 · 2021 · 2022 · 2023 · 2024 · 2025